# Seututie 794
Pour les articles homonymes, voir Route 794.
La route régionale 794 (finnois : Seututie 794) est une route régionale allant d'Haapavesi jusqu'à Pulkkila à Siikalatva en Finlande,,.

## Présentation
La seututie 794 est une route régionale d'Ostrobotnie du Nord.